# Esther Pasztory
Esther Pasztory, született Pásztory Eszter (Budapest, 1943. június 21. – 2024. június 26.) magyar-amerikai művészettörténész. Professor emerita a Columbia Egyetemen. Kutatási területe a prekolumbiánus művészettörténet. 1997-től 2013-as visszavonulásáig vezette a Lisa és Bernard Selzről elnevezett régészeti és művészettörténeti tanszéket. Számos publikációja között elsőként irt művészettörténészként a teotihuacani feliratokról. 1987-88-ban részt vett a Guggenheim Fellowship programban, és a Dumbarton Oaks igazgatótanácsának vezető munkatársa volt.

## Életrajza
Budapesten született, és az 1956-os forradalom után emigrált az Egyesült Államokba. A Vassar College-ben kezdte tanulmányait, végül a Barnard College-ben szerzett B. A. diplomát művészettörténetből. 1971-ben szerezte meg a PhD-fokozatot a Columbia Egyetemen, doktori dolgozata címe: A teotihuacani Tepantitla feliratai. A teotihuacani „Nagy Istennő”-vel kapcsolatos kutatásai számos későbbi művészettörténeti tanulmány alapjául szolgáltak.

## Könyvei
- 1974: The iconography of the Teotihuacan Tlaloc
- 1978: Middle Classic Mesoamerica, A.D. 400-700
- 1983: Aztec art
- 1997: An experiment in living
- 1998: Pre-Columbian art
- 2005: Thinking with things: toward a new vision of art
- Remove trouble from your heart; East European Monographs–Columbia University Press, Boulder–New York, 2008 (East European monographs)
- 2010: Jean-Frédéric Waldeck: artist of exotic Mexico
- 2017: Visual Culture of the Ancient Americas: Contemporary Perspectives